# Llista de nakharark
Nakharark eren senyories hereditàries d'Armènia, sorgides abans de l'any 300. Les famílies van perdre els territoris progressivament, els més importants el 1021 (Baspracània), 1045 (Aní o Shirak) i 1064 (Vanand o Kars). Les famílies van subsistir a l'exili i algunes encara existeixen. Un nakharar és un senyor local i també el seu domini; el plural armeni és nakharark (un senyor o una senyoria = nakharar; diversos senyors o diverses senyories = nakharark)

## Llista alfabètica
| Famílies de nakharark             | Famílies de nakharark                                             |
| Nom                               | Feu                                                               |
| --------------------------------- | ----------------------------------------------------------------- |
| Abekhian                          | Abekhiank (Airarat)                                               |
| Adahuní                           | Mazaz i Masiatsun (Airarat), a la costa occidental del llac Sevan |
| Akean                             | Akè (Baspracània)                                                 |
| Akeatsí                           | Baspracània                                                       |
| Albiburlian                       | Desconegut                                                        |
| Aldzuní                           | Arzanene                                                          |
| Amatuní                           | Aragatsotn (Airarat)                                              |
| Andzevatsí                        | Andzevatsik                                                       |
| Andzteatxí                        | Anzitene i Sofene                                                 |
| Anklaí                            | Ingilena                                                          |
| Apahuní                           | Apahunik                                                          |
| Aragatsean                        | Aragatsotn                                                        |
| Arartuní                          | Masiatsun (Airarat)                                               |
| Aravekhian                        | Vanand (Kars i Airarat)                                           |
| Arberaní                          | Arberanik (Baspracània)                                           |
| Arxamuní                          | Arxamunik, Sofene i Arxarunik                                     |
| Artaixatean                       | Airarat                                                           |
| Artaixessian                      | Artaixessiank (Baspracània)                                       |
| Arxakuní                          | Carenítida i Akhiovit (Tauruberan)                                |
| Arzerunis                         | Albag i Adiabene                                                  |
| Asparuní                          | Aspakuneats Dzor (Tauruberan)                                     |
| Aixotsí                           | Aixots                                                            |
| Bagratuní                         | Nombrosos (vegeu-ne l'article)                                    |
| Bakhdassarian o Bagawanean        | Bagrevand (Airarat)                                               |
| Baluní                            | Balahovit, Sofene i Baspracània                                   |
| Bassenean                         | Bassèn (Airarat)                                                  |
| Beznuní                           | Beznunik (Tauruberan)                                             |
| Boguní                            | Bogunik (Baspracània)                                             |
| Bujuní                            | Bujunik (Baspracània)                                             |
| Camsaracans                       | Arxarunik (Airarat)                                               |
| Daixtkaruní o Dashkaruní          | Daixtakaran                                                       |
| Derdjaní                          | Derdjan                                                           |
| Dimaksian                         | Airarat, Taik i Xirak                                             |
| Djidjarakatsí                     | Djidjarakat                                                       |
| Dziunakan                         | Dziunakank                                                        |
| Ekeleatzí                         | Keltzene                                                          |
| Endzaiatsí                        | Endzaiats                                                         |
| Ervanduni                         | Haiots Tzor (Baspracània)                                         |
| Gabelian                          | Gabelianq (Airarat)                                               |
| Garmanatsi                        | Gardman (Uti)                                                     |
| Gazrikean                         | Gazrikeanq (Baspracània)                                          |
| Gelamean                          | Gelarquniq (Siunia)                                               |
| Gentuni                           | Nig (Airarat)                                                     |
| Gnuní                             | Apahunik, Akhiovit, Arberaní (Llac Van)                           |
| Goltnatsí o Goltan                | Coltene                                                           |
| Gugaratsí                         | Gugarq                                                            |
| Gukan o Gowkean                   | Gukan (Baspracània)                                               |
| Haixtuní                          | Tauruberan, Sofene                                                |
| Haikazuní                         | Harq o Arq (Tauruberan)                                           |
| Harqian                           | Hark (Tauruberan)                                                 |
| Havnuní                           | Havnunik (Airarat)                                                |
| Heruní o Herheruni                | Her o Khoi                                                        |
| Intzayetsi                        | Andzakhí Dzor (Baspracània)                                       |
| Karbelian                         | Karib (no localitzat)                                             |
| Kartuni                           | Kartunik (Corduena)                                               |
| Kaspuní o Kazb                    | Phaitakaran                                                       |
| Kokhovtuní                        | Kogovit                                                           |
| Korduatsí                         | Corduena                                                          |
| Korkhoruni                        | Khorkhorunik (Baspracània)                                        |
| Krtshuni                          | Krtshuniq (Baspracània)                                           |
| Malkaz                            | Her o Khoy                                                        |
| Malxazuni descendents dels Malkaz | Her o Khoy                                                        |
| Mamiconis                         | Taron, Bitlis, Sassun, Bagrevand, Aragadzotn i altres             |
| Manavazian                        | Mantziciert                                                       |
| Mandakuni                         | Arxamunik (Tauruberan)                                            |
| Maznuní                           | Mazas (Airarat)                                                   |
| Metznuní                          | Ardshishatovit i Metznuniq (Baspracània)                          |
| Mokatsi                           | Mokq (Llac Van)                                                   |
| Parspatuni                        | Parspatuniq (Baspracània)                                         |
| Qadjberuni                        | Ardjesh (Llac Van)                                                |
| Rapshonian                        | Nakhtxivan                                                        |
| Remposian                         | nord-oest del llac Urmia                                          |
| Reixtuní                          | Reixtunik (sud del llac Van)                                      |
| Saharuní                          | Shirak (Airarat)                                                  |
| Sahuní                            | Sahuniq (Sofene)                                                  |
| Saluni                            | Saluniq (Arzanene)                                                |
| Sanassuní                         | Sassun (Arzanene)                                                 |
| Sharaian                          | Xirak (Airarat)                                                   |
| Seruantztian                      | Seruantztian                                                      |
| Sikluni                           | Taron                                                             |
| Spanduni                          | Spanduniq (Phaitakaran)                                           |
| Taietsí                           | Taik                                                              |
| Taigrean                          | Taigreanq (Baspracània)                                           |
| Tamberatsí                        | Tamber (Sud-est d'Armènia                                         |
| Taixiratsí                        | Taixir (Airarat)                                                  |
| Tatevian                          | Província de Siunia                                               |
| Tayetsi                           | Desconegut                                                        |
| Teruni                            | Teruni (situació desconeguda)                                     |
| Thornetsi                         | Djahan (Baspracània)                                              |
| Terpatuní                         | Terpatunik (Baspracània)                                          |
| Tzalkuní                          | Tzalkotn (Airarat)                                                |
| Tzavdeatsí                        | Sotq (Siunia)                                                     |
| Tzophuní                          | Tsopq o Sofene                                                    |
| Uteatsí                           | Uti                                                               |
| Urtzetsi                          | Urdz (Airarat)                                                    |
| Vahevuní                          | Mardali (Tauruberan)                                              |
| Vaikuni                           | Vaikunik (al sud del llac Sevan)                                  |
| Vanantsi                          | Vanand (Airarat)                                                  |
| Varajnuní                         | Varaznuniq (Airarat)                                              |
| Vardazvuní                        | Desconegut                                                        |
| Vijanuni                          | Desconegut                                                        |
| Vorduní                           | Ordunik al Bassèn (Airarat)                                       |
| Xordzean                          | Xorzeanq (Sofene)                                                 |
| Yerevarai                         | Yerevarq (Tauruberan)                                             |
| Zarehavanian                      | Zarehavan (Llac Urmia)                                            |

## Llista denakhararkordenades per nom de territori
Cada nom és el del territori, en primer lloc la província, després els districtes (només els de les províncies més rellevants) i després els subdistrictes o els grans districtes (amb els seus districtes). Alguns dels districtes pertanyien a més d'una família o van estar governats successivament per famílies diferents.
- Airarat
  - Abekhiank (Mantziciert)
  - Apahunik (Nig)
  - Aragadzotn
  - Arats
  - Arxarunik
  - Bagrevand
  - Bassèn
  - Gabelianq
  - Havnunik
  - Jatatq
  - Kogovit
  - Kotaiq
  - Masiatsun
  - Mazaz
  - Shirak o Shirakavan
  - Tsakhkotn
  - Urtsadzor
  - Vanand (Anpait Bassèn)
  - Varaznuniq
  - Vostan

- Altzniq (Acisilene)
  - Ingilena
  - Npret
  - Sanasunq (Sassun)
  - Aspakuniats Tzor
  - Khoit
  - Saldnodzor
  - Aznvats Tzor
  - Tatik
  - Gzeq
  - Erkhetk
  - Arzen (Arzanene)

- Aluània o Aghuània
  - Bekh
  - Getaru
  - Hoband
  - Kalats Daixt
  - Kambejan
  - Kholmag
  - Shake
  - Vostan
  - Yekhni

- Armènia Occidental
  - Alyun
  - Andzit o Antzit (Anzitene)
  - Balahovit (Balabitene)
  - Daranaliq
  - Degik
  - Derjan o Djerjan (Derzene)
  - Ekeleatz (Keltzene)
  - Gabrek
  - Hashtianq (Astianene)
  - Karin o Karinitida
  - Khordzeanq (Khorzene)
  - Mananali
  - Muzur
  - Palnatun
  - Shalagom
  - Sper
  - Tsopq (Sofene o Sofanene)

- Artsakh o Artzikeal (actual Alt Karabakh)

- Gugarq Occidental (Gogarene)
  - Artahan
  - Klardjètia (Klarjk)
  - Shavshet (Shavshètia)

- Gugarq Central i oriental
  - Aixots
  - Bolnopor
  - Dzorpor
  - Javakh
  - Kolbopor
  - Kueshapor
  - Mangleatspor
  - Sobopor
  - Trelq
  - Tashrats Shepakanutyun

- Kordjaiq (Corduena)

- - Aigarq
  - Aitvanq
  - Kartuniq
  - Korduq (Corduena)
  - Motolanq
  - Pok Albaq (Petit Albag)
  - Tsauq
  - Vorsirank

- Mokq (Moxoene)

- Phaitakaran

- Siunia
  - Alahedj
  - Areviq
  - Balk
  - Djauq
  - Dzorq
  - Gelarquniq
  - Haband
  - Kovsakan
  - Sotk
  - Tsluq
  - Vaiots Dzor
  - Verdjak

- Tauruberan
  - Akhiovit
  - Apahunik (regió de Mantziciert)
  - Arxamunik
  - Beznunik o Beznunakan
  - Dalar
  - Dasnavorq
  - Datvan
  - Erevark
  - Harq
  - Mardali
  - Taron
  - Tuaratsatap
  - Varazuniq

- Taik

- Urmia (Regió del llac Urmia)
  - Aili (Kurijan)
  - Arisi (Ovea)
  - Arna (Salmas)
  - Her
  - Marigavar
  - Tamber o Tambet
  - Travigavar
  - Zaravand
  - Zarehavan

- Uti (Otene)
  - Arandznak
  - Aranrot
  - Gardman
  - Rot Payan
  - Shakashen
  - Shakshen o País dels Sevordiq
  - Tri

- Baspracània
  - Ake
  - Alandrot
  - Albaq (Gran Albag)
  - Andzakhí Dzor
  - Andzevatsik
  - Arberanik
  - Ardjishakoit (Ardjesh)
  - Arnoiotn
  - Artaixessiank
  - Artaz o Maku
  - Barilovit
  - Bogunik
  - Bogunik
  - Djuash o Djuashrot
  - Ervanduniq
  - Garní
  - Gukan
  - Krshuniq
  - Kulanovit
  - Mardastan
  - Metsnuniq
  - Balunik
  - Reixtunik
  - Tornavan
  - Tosp (Van)
  - Terpatunik

- - Mardpetakan (regió oriental de Baspracània)
    - Tajgrian
    - Gabitian
    - Bakan
    - Artavanian
    - Gazrikan

- - Regió de Baspracània més enllà de l'Araxes
    - Coltene
    - Nakhjavan (Nakhichevan)[7][8]